# Maestro (platební karta)
Maestro je značka online debetních karet a předplacených kreditních karet, která vznikla roku 1991. Každá transakce potřebuje online verifikaci. Karta Maestro je přijímána na přibližně patnácti milionech prodejních míst v 93 zemích. Od července 2023 Mastercard v Evropě postupně nahrazuje karty Maestro svojí debetní kartou.